# Gabby Concepcion
Gabriel Arellano Concepcion (sinh ngày 5 tháng 11 năm 1964) là một nam diễn viên, ca sĩ và doanh nhân người Philippines. Ông khởi đầu sự nghiệp kinh doanh chương trình vào những năm 1980 với tư cách là một người mẫu quảng cáo tuổi teen và đã được biết đến với sự nghiệp điện ảnh của mình, trải dài qua một số bộ phim lãng mạn nổi bật.

## Gia đình
Concepcion sinh ra ở San Juan, Philippines và sống với cha mẹ là Rolando "Rollie" Concepcion và Maria Lourdes Arellano. Ông đã theo học Cao đẳng Miriam và Đại học Lincoln.
Ông nội của anh là họa sĩ kiêm kiến trúc sư người Philippines Juan Arellano.

## Đóng phim

### Truyền hình
| Năm phát sóng | Tên phim                                                | Vai diễn                                                      | Kênh phát sóng |
| ------------- | ------------------------------------------------------- | ------------------------------------------------------------- | -------------- |
| 2022          | First Lady                                              | Tổng thống Philippines Glenn Francisco W. Acosta              | GMA Network    |
| 2021          | First Yaya                                              | Chủ tịch Glenn Francisco W. Acosta                            | GMA Network    |
| 2019          | Love You Two                                            | Joaquin 'Jake' Reyes Jr.                                      | GMA Network    |
| 2018          | Magpakailanman: Ibalik Mo Sa Akin Ang Anak Ko           | Raul                                                          | GMA Network    |
| 2018          | Celebrity Bluff                                         | Chính mình                                                    | GMA Network    |
| 2017          | Magpakailanman: May Forever                             | Ariel Cruz                                                    | GMA Network    |
| 2017          | Wowowin                                                 | Chính mình/Khách mời                                          | GMA Network    |
| 2017          | Sarap Diva                                              | Chính mình/Khách mời                                          | GMA Network    |
| 2017          | Karelasyon                                              | Romeo                                                         | GMA Network    |
| 2016–2018     | Ika-6 na Utos                                           | Cơ trưởng Jerome "Rome" Fuentebella/Jordan "Chef J" Francisco | GMA Network    |
| 2016–2017     | Tsuperhero                                              | Sergeant Cruz                                                 | GMA Network    |
| 2016          | Magpakailanman: Finding Earl: The Dollente Family Story | Ernest                                                        | GMA Network    |
| 2016          | Bubble Gang                                             | Himself                                                       | GMA Network    |
| 2016          | Dear Uge                                                | Dante Mercado                                                 | GMA Network    |
| 2016          | Pepito Manaloto                                         | Reggie                                                        | GMA Network    |
| 2016          | Poor Señorita                                           | Jaime Salcedo                                                 | GMA Network    |
| 2016          | Idol Sa Kusina                                          | Chính mình                                                    | GMA News TV    |
| 2015-2016     | Because Of You                                          | Jaime Salcedo                                                 | GMA Network    |
| 2015          | Sunday PinaSaya!                                        | Chính mình/Khách mời                                          | GMA Network    |
| 2015          | Walang Tulugan with the Master Showman                  | Chính mình/Khách mời                                          | GMA Network    |
| 2014          | Mars Ravelo's Dyesebel                                  | Dante Montilla                                                | ABS-CBN        |
| 2013          | Banana Nite                                             | Chính mình                                                    | ABS-CBN        |
| 2013          | Bukas Na Lang Kita Mamahalin                            | Martin Dizon                                                  | ABS-CBN        |
| 2013          | Cassandra: Warrior Angel                                | Uriel/Ariel/Azrael                                            | TV5            |
| 2012-2013     | Kahit Puso'y Masugatan                                  | Miguel De Guzman                                              | ABS-CBN        |
| 2012          | Bandila                                                 | Chính mình/Khách mời                                          | ABS-CBN        |
| 2011-2012     | P.S. I Love You                                         | Mark Roxas                                                    | TV5            |
| 2011          | Regal Shocker: Elevator                                 | Tony Salvacion                                                | TV5            |
| 2011          | Maalaala Mo Kaya: Bulaklak                              | Manuel                                                        | ABS-CBN        |
| 2010          | Kung Tayo'y Magkakalayo                                 | Steve S. Sebastian                                            | ABS-CBN        |
| 2009–2010     | Dahil May Isang Ikaw                                    | Jaime Alferos                                                 | ABS-CBN        |
| 2009          | Elive Entertainment                                     | Chính mình/Khách mời                                          | ABS-CBN        |
| 2009          | May Bukas Pa                                            | Ricardo                                                       | ABS-CBN        |
| 2008          | The Buzz                                                | Chính mình/Khách mời                                          | ABS-CBN        |
| 2008          | Iisa Pa Lamang                                          | Rafael Torralba                                               | ABS-CBN        |
| 2008          | ASAP                                                    | Chính mình                                                    | ABS-CBN        |
| 2008          | Maalaala Mo Kaya: Taxi                                  | Bert                                                          | ABS-CBN        |
| 1993-2001     | Star Drama Presents                                     | Gerardo                                                       | ABS-CBN        |